# Архе (спутник)
Архе (др.-греч. Ἀρχή) — нерегулярный спутник планеты Юпитер с обратным орбитальным обращением. Принадлежит к группе Карме. Также обозначается как Юпитер XLIII.
Названа именем Архи, одной из муз в древнегреческой мифологии.

## История открытия
Архе была открыта группой учёных Гавайского университета под руководством Скотта Шеппарда в серии наблюдений, начиная с 31 октября 2002 года.
Сообщение об открытии сделано 18 декабря 2002 года.
Спутник получил временное обозначение S/2002 J 1.
Собственное название было присвоено 30 марта 2005 года.